# Valdadige Terradeiforti
Valdadige Terradeiforti è una DOC riservata ad alcuni vini la cui produzione è consentita nelle provincie di Verona e Trento.

## Zona di produzione
La zona di produzione comprende l'intero territorio dei seguenti comuni:

Brentino Belluno, Dolcè e Rivoli Veronese, in provincia di Verona;
Avio, in provincia di Trento..
Sono identificati i cru Avio, Mama d’Avio, Sabbionara, Vo’ Destro, Vo’ Sinistro, Masi d’Avio, Borghetto all’Adige, Dolcè, Ossenigo, Peri, Ceraino, Volargne, Rivoli Veronese, Canale o Incanale, Tessari, Zuane, Montalto, Gaium, Brentino-Belluno, Preabocco, Brentino, Rivalta Veronese, Belluno Veronese.

## Storia
La valle è stata per secoli la via di collegamento fra il mondo mediterraneo e quello alpino ed europeo. I suoi vini vennero già nominati da scrittori romani nel I secolo d.C. che citarono «una vite selvatica chiamata Enantio».
Molti ceppi di Enantio, anche ultracentenari, sono sopravvissuti perfino alla fillossera, grazie ai terreni ricchi di scaglie silicee che impediscono la sopravvivenza del parassita.
Il vitigno Casetta, conosciuto localmente come "Foja tonda", è stato recuperato nella seconda metà del XX secolo ed è considerato un prodotto di nicchia.

## Tecniche di produzione
Le forme di allevamento consentite sono la spalliera semplice, la pergola mono e bilaterale inclinata.
Le operazioni di vinificazione e l'invecchiamento obbligatorio devono essere effettuate nell'interno della zona di produzione; sono consentite anche nei comuni di Caprino Veronese, Ala e Rovereto.
Nel corso dell'invecchiamento è consentita la colmatura non oltre il 10% con vini della stessa denominazione d'origine.
Nell'etichettatura l'indicazione dell'annata di produzione delle uve è obbligatoria.
La menzione «vigna», seguita dal relativo toponimo, è consentita alle condizioni previste dalla normativa vigente.
Per le versioni «riserva» è obbligatoria la chiusura con tappo di sughero.

## Disciplinare
La DOC Valdadige Terradeiforti è stata istituita con DM 07.11.2006 pubblicato sulla Gazzetta Ufficiale n. 268 del 17.11.2006
 Successivamente è stato modificato con
- DM 24.05.2010 GU 141 - 19.06.2010
- DM 30.11.2011 GU 295 - 20.12.2011
- La versione in vigore è stata approvata con DM 07.03.2014 pubblicato sul sito ufficiale del Mipaaf[1]

## Tipologie

### Enantio
È prevista la versione "riserva"
|                                | Enantio            | Enantio riserva |
| uvaggio                        | Enantio minimo 85% |                 |
| titolo alcolometrico minimo    | 12,00% vol.        | 12,50% vol.     |
| acidità totale minima          | 4,50 g/l.          |                 |
| estratto secco minimo          | 22,00 g/l.         | 25 g/l.         |
| resa massima di uva per ettaro | 90 q.              |                 |
| resa massima di uva in vino    | 70%                |                 |
| invecchiamento obbligatorio    | 10 mesi            | 36 mesi         |

### Casetta
È prevista la versione riserva
|                                | Casetta            | Casetta riserva |
| uvaggio                        | Casetta minimo 85% |                 |
| titolo alcolometrico minimo    | 12,00% vol.        | 12,50 vol.      |
| acidità totale minima          | 4,50 g/l.          |                 |
| estratto secco minimo          | 21,00 g/l          | 24,00 g/l.      |
| resa massima di uva per ettaro | 90 q.              |                 |
| resa massima di uva in vino    | 70%                |                 |
| invecchiamento obbligatorio    | 10 mesi            | 36 mesi         |

### Pinot grigio
| uvaggio                        | Pinot grigio minimo 85% |
| titolo alcolometrico minimo    | 11,00% vol.             |
| acidità totale minima          | 4,50 g/l.               |
| estratto secco minimo          | 19,00 g/l               |
| resa massima di uva per ettaro | 140 q.                  |
| resa massima di uva in vino    | 70%                     |
| invecchiamento obbligatorio    | 4 mesi                  |

### Pinot grigio superiore
| uvaggio                        | Pinot grigio minimo 85% |
| titolo alcolometrico minimo    | 12,00% vol.             |
| acidità totale minima          | 4,50 g/l.               |
| estratto secco minimo          | 20,00 g/l               |
| resa massima di uva per ettaro | 120 q.                  |
| resa massima di uva in vino    | 70%                     |
| invecchiamento obbligatorio    | 10 mesi                 |